# Guamaré
Guamaré là một đô thị thuộc bang Rio Grande do Norte, Brasil. Đô thị này có diện tích 259,181 km², dân số năm 2007 là 9677 người, mật độ 37,3 người/km².